# Live West & East
「 Live West & East」（ライブウェストアンドイースト）は、フラワーカンパニーズの3rdライブ・ビデオ（VHS）。
大阪球場の最後を飾った「さよなら大阪球場ワンマンライブ」と日比谷野音の模様を収録。
長らく廃盤となっていたが、2020年4月1日リリースのBlu-ray『フラカン、二十代の記録 -Flower Companyz Twenties Records-』にデジタルリマスター化され収録された。

## 収録曲
1. 雨よ降れ～最高の夏
2. LOVE ME DO～ファインティングポーズ～ヒコーキ雲
3. 父さん、ケッタを貸してくれん？～ユレテミヨウカ
4. いい事ありそう
5. 孤高の英雄
6. 買い物へいこう～紅色の雲～モンキー
7. 俺たちハタチ族
8. トラッシュ
9. Mr.LOVE DOG
10. ホップ ステップ ヤング
11. 元気ですか
12. 虹の雨あがり